# 2021 in Zwitserland

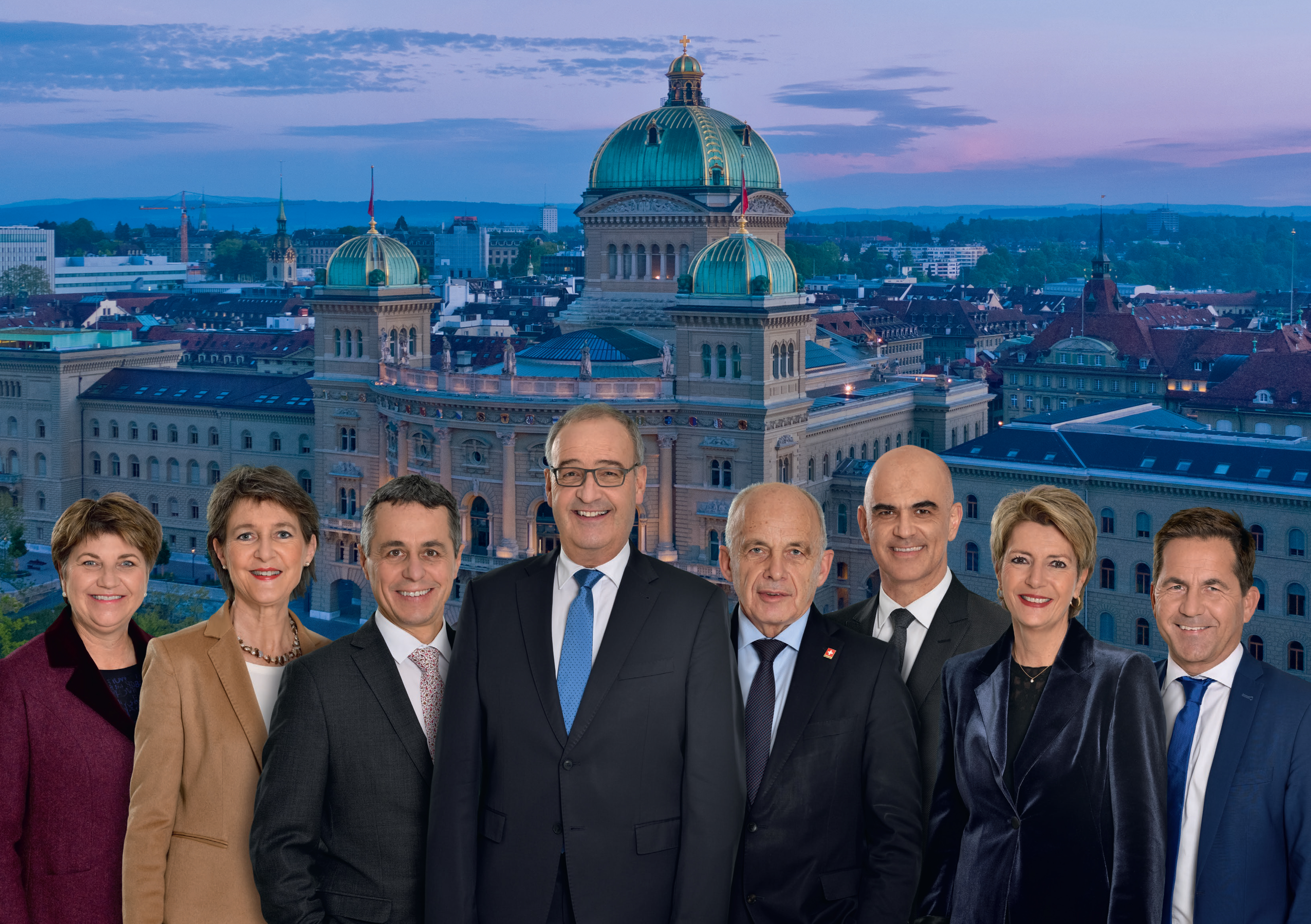
De Bondsraad in 2021.

Dit artikel beschrijft het verloop van 2021 in Zwitserland.

## Ambtsbekleders
De Bondsraad was samengesteld als volgt:
| Naam | Naam                | Partij  | Kanton       | Functie                                                                                                |
| ---- | ------------------- | ------- | ------------ | --- |
|      | Guy Parmelin        | SVP/UDC | Vaud         | Bondspresident in 2021; hoofd van het Federaal Departement van Economische Zaken, Vorming en Onderzoek |
|      | Ignazio Cassis      | FDP/PLR | Ticino       | Vicebondspresident in 2021, hoofd van het Federaal Departement van Buitenlandse Zaken                  |
|      | Viola Amherd        | CVP/PDC | Wallis       | Hoofd van het Federaal Departement van Defensie, Volksverdediging en Sport                             |
|      | Alain Berset        | SP/PS   | Fribourg     | Hoofd van het Federaal Departement van Binnenlandse Zaken                                              |
|      | Karin Keller-Sutter | FDP/PLR | Sankt Gallen | Hoofd van het Federaal Departement van Justitie en Politie                                             |
|      | Ueli Maurer         | SVP/UDC | Zürich       | Hoofd van het Federaal Departement van Financiën                                                       |
|      | Simonetta Sommaruga | SP/PS   | Bern         | Hoofd van het Federaal Departement van Milieu, Verkeer, Energie en Communicatie                        |

De Bondsvergadering werd voorgezeten door:
| Naam | Naam          | Partij  | Kanton | Functie                          |
| ---- | ------------- | ------- | ------ | -------------------------------- |
|      | Andreas Aebi  | SVP/UDC | Bern   | Voorzitter van de Nationale Raad |
|      | Irène Kälin   | GPS/PES | Aargau | Voorzitter van de Nationale Raad |
|      | Alex Kuprecht | SVP/UDC | Schwyz | Voorzitter van de Kantonsraad    |
|      | Thomas Hefti  | FDP/PLR | Glarus | Voorzitter van de Kantonsraad    |

## Gebeurtenissen

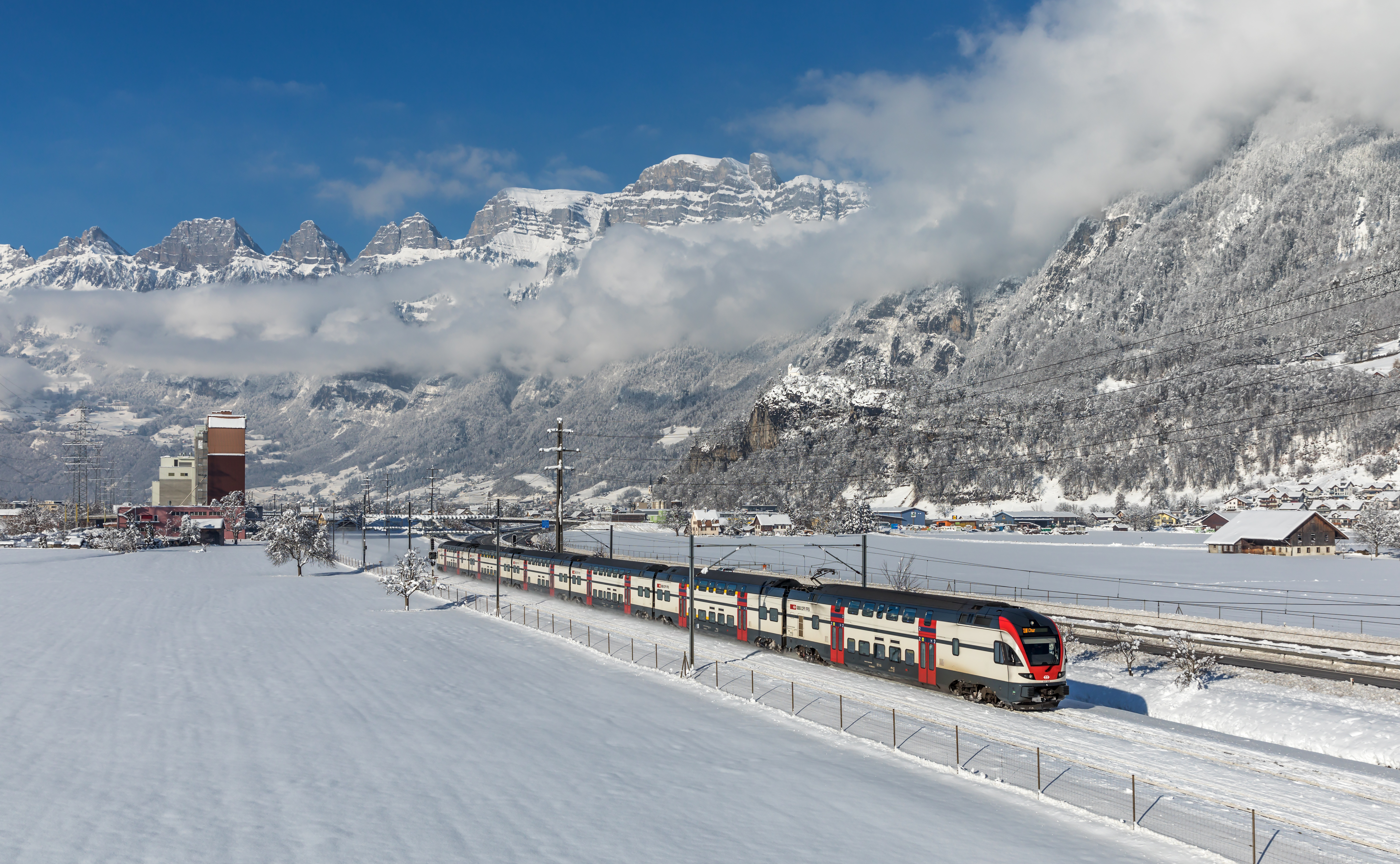
Een trein nabij Flums (kanton Sankt Gallen) in januari 2021.

### Januari
- 1 januari: Guy Parmelin wordt bondspresident van Zwitserland.
- 1 januari: De Christendemocratische Volkspartij en de Burgerlijk-Democratische Partij fusioneren tot Het Centrum.

### Maart
- 4-14 maart: Nadat de editie van 2020 van het Autosalon van Genève door de coronapandemie was afgelast, gelast men ook de editie van 2021 af om financiële redenen.
- 7 maart: In het eerste referendum van het jaar zullen de Zwitsers over een bevolkingsinitiatief tot verbod op gezichtsbedekking stemmen, over de wet op de elektronische identificatie alsook over het handelsakkoord met Indonesië.
- 7 maart: In Wallis vinden kantonnale verkiezingen plaats. De Christendemocratische Volkspartij verliest daarbij zijn historische meerderheid in de kantonnale regering.[5] Ook in Solothurn vinden er kantonnale verkiezingen plaats, waarna de kantonnale regering voor het eerst uit een meerderheid van vrouwen bestaat.[6]

### April
- 18 april: In Neuchâtel vinden kantonnale verkiezingen plaats. Het kantonnale parlement wordt daarbij het eerste Zwitserse parlement ooit dat uit een meerderheid van vrouwen bestaat.[7]
- 23 april: Bondspresident Guy Parmelin ontmoet in Brussel Ursula von der Leyen, voorzitster van de Europese Commissie.[8]

### Mei
- 22 mei: Zanger Gjon's Tears behaalt met het liedje Tout l'univers namens Zwitserland de derde plaats op het Eurovisiesongfestival, na Italië en Frankrijk. Zwitserland behaalt bovendien de meeste punten bij de vakjury's. Daarmee behaalt het land zijn beste resultaat sinds 1993, toen het land eveneens derde werd (lees verder).[9]
- 26 mei: De Bondsraad zet een punt achter de onderhandeling over de kaderovereenkomst tussen Zwitserland en de Europese Unie, waardoor de onderhandelingen die sinds 2014 liepen, uitdraaien op een mislukking.[10][11][12]

### Juni
- 6-13 juni: de Ecuadoraan Richard Carapaz wint de Ronde van Zwitserland van 2021.
- 11 juni-11 juli: Op het Europees kampioenschap voetbal van 2020/2021 behaalt Zwitserland de kwartfinales, na een overwinning tegen Frankrijk in de achtste finales (lees verder).
- 13 juni: Voor de tweede maal dit jaar vinden er referenda plaats.
- 16 juni: In Genève (kanton Genève) vindt een Amerikaans-Russische top plaats tussen presidenten Joe Biden en Vladimir Poetin.[13]
- 22 juni: Door hevig onweer komt het tot overstromingen in Cressier en Frochaux (kanton Neuchâtel).[14]

### Juli
- 23 juli-8 augustus: Op de Olympische Zomerspelen van 2020 behaalt Zwitserland 13 medailles, waarvan 3 gouden, 4 zilveren en 6 bronzen (lees verder).

## Overleden

### Januari
- 5 januari: Karl Gamma, alpineskiër (geb. 1927)
- 5 januari: Titus Giger, politicus (geb. 1932)
- 7 januari: Henri Schwery, kardinaal (geb. 1932)
- 11 januari: Paul Kölliker, roeier (geb. 1932)
- 15 januari: Marc Vuilleumier, historicus en onderwijzer (geb. 1930)
- 22 januari: Jacqueline Berenstein-Wavre, feministe en politica (geb. 1921)
- 29 januari: Robert Heuberger, zakenman (geb. 1922)

### Februari
- 5 februari: Josef Benz, bobsleeremmer en olympisch kampioen (geb. 1944)
- 9 februari: Max Neuenschwander, advocaat, ambtenaar en bestuurder (geb. 1930)
- 13 februari: Urs Jaeggi, socioloog en hoogleraar (geb. 1931)
- 13 februari: Helen Meier, auteur (geb. 1929)
- 15 februari: Jean Clivaz, bestuurder en politicus (geb. 1925)
- 24 februari: Philippe Jaccottet, dichter (geb. 1925)

### Maart
- 8 maart: Julien-François Zbinden, componist en jazzmuzikant (geb. 1917)
- 19 maart: Alberik Ziegler, politicus (geb. 1935)
- 24 maart: Jean-Jacques Hegg, atleet en politicus (geb. 1930)
- 24 maart: Rudolf Kelterborn, componist en dirigent (geb. 1931)

### April
- 1 april: Patrick Juvet, zanger, pianist en liedjesschrijver (geb. 1950)
- 3 april: Guido Eugster, zanger (geb. 1936)
- 6 april: Marcel Pfändler, uitgever en schrijver (geb. 1927)
- 6 april: Hans Küng, theoloog, hoogleraar en priester (geb. 1928)
- 8 april: Isla Eckinger, jazzcontrabassist, -trombonist, -vibrafonist en -componist (geb. 1939)
- 8 april: Ekkehard Fasser, bobsleepiloot, olympisch kampioen (geb. 1952)
- 15 april: Peter Schellenberg, journalist (geb. 1940)
- 20 april: Leonardo Vannotti, natuurkundige (geb. 1939)
- 21 april: Urs Bitterli, historicus (geb. 1935)

### Mei
- 1 mei: Hans Peter Gansner, schrijver en journalist (geb. 1953)
- 2 mei: Paul Vollmar, theoloog en geestelijke (geb. 1934)
- 6 mei: Ernst Gisel, architect (geb. 1922)
- 7 mei: András Horn, Hongaars-Zwitsers taalkundige (geb. 1934)
- 9 mei: Bruno Oldani, fotograaf (geb. 1936)
- 14 mei: Hans Kennel, jazzmuzikant (geb. 1939)
- 16 mei: Stefan Banz, kunstenaar (geb. 1961)
- 19 mei: Werner Kieser, ondernemer (geb. 1940)
- 25 mei: Felix H. Boehm, fysicus (geb. 1924)
- 29 mei: Anton Scherer, politicus (geb. 1925)
- 30 mei: Jason Dupasquier, motorcoureur (geb. 2001)

### Juni
- 4 juni: Richard R. Ernst, chemicus en Nobelprijswinnaar (geb. 1933)
- 14 juni: Schang Hutter, beeldhouwer (geb. 1934)
- 15 juni: Georg Benz, zoöloog (geb. 1926)
- 17 juni: Ulrich Bremi, ondernemer en politicus (geb. 1929)
- 18 juni: Carl Miville-Seiler, politicus (geb. 1921)
- 19 juni: Arnold Odermatt, fotograaf (geb. 1925)

### Juli
- 6 juli: Marc Lamunière, schrijver en bestuurder (geb. 1921)
- 26 juli: Jean-Pierre Hocké, politicus en hoge commissaris voor de Vluchtelingen

### September
- 2 september: Michel Corboz, componist en dirigent (geb. 1934)

### Oktober
- 5 oktober: Robert Hosp, voetballer (geb. 1939)

### November
- 3 november: François Blank, ijshockeyer (geb. 1930)
- 15 november: Carl Fingerhuth, architect en urbanist (geb. 1936)
- 16 november: Susanne Kramer-Friedrich, feministe (geb. 1935)
- 17 november: Hanspeter Luterbacher, paleontoloog en hoogleraar (geb. 1938)
- 18 november: Martin Alioth, historicus en journalist (geb. 1954)
- 18 november: Iso Baumer, etnoloog en hoogleraar (geb. 1929)
- 21 november: Alfredo Knuchel, acteur (geb. 1938)
- 24 november: Jürg Jecklin, geluidstechnicus, muzikaal leider en hoogleraar (geb. 1938)
- 30 november: François Blank, ijshockeyer (geb. 1930)

### December
- 2 december: Samuel Bhend, politicus (geb. 1943)
- 3 december: Peter Hildebrand Meienberg, geestelijke (geb. 1929)
- 5 december: Aurelio Galfetti, architect (geb. 1936)
- 8 december: Franco Pessina, architect en leraar (geb. 1933)
- 8 december: Albert Wyss, voetballer (geb. 1952)
- 10 december: Pavel Karpf, voetballer (geb. 1969)
- 15 december: Maja Beutler, schrijfster (geb. 1936)
- 15 december: Ernst Fivian, gymnast (geb. 1931)
- 16 december: Marcel Mathier, advocaat, notaris en sportbestuurder (geb. 1936)
- 20 december: Heinz Bigler, voetballer en voetbaltrainer (geb. 1949)
- 22 december: Jürg Wyttenbach, componist, dirigent en pianist (geb. 1935)
- 28 december: Sabine Weiss, Zwitsers-Franse fotografe (geb. 1924)